# Mario Birardi
Mario Birardi (La Maddalena, 19 maggio 1930 – La Maddalena, 22 maggio 2022) è stato un politico italiano.

## Biografia
Birardi entrò nel PCI quando era un operaio del porto di La Maddalena. Durante la sua carriera fu consigliere regionale della Sardegna per più legislature (nel frattempo, ricoprì anche l'incarico di segretario regionale del PCI) e quando fu eletto deputato nel 1983 si trasferì a Roma per lavorare nella direzione nazionale del PCI a fianco di Enrico Berlinguer. A seguito della morte del senatore Mario Cheri, avvenuta il 12 novembre 1985, subentrò in sua sostituzione al Senato. Dal 1997 al 2002 fu sindaco di La Maddalena, eletto nella coalizione di centrosinistra.
Possedeva un'importante collezione di cimeli garibaldini e fu stato tra i fondatori del Memoriale Garibaldino, inaugurato nel 2012, di cui ricopriva l'incarico di vicepresidente della Fondazione.